# Icon (Queen)
Icon is een compilatiealbum van de Britse rockband Queen, uitgebracht in 2013 op het label Hollywood Records. Het album werd alleen in de Verenigde Staten uitgebracht als limited edition.

## Tracklist
1. Stone Cold Crazy
2. Tie Your Mother Down
3. Fat Bottomed Girls
4. Crazy Little Thing Called Love
5. We Will Rock You
6. We Are the Champions
7. Radio Ga Ga
8. Bohemian Rhapsody
9. I'm in Love with My Car
10. I Want It All
11. The Show Must Go On